# 西黒田村
西黒田村（にしくろだむら）は、滋賀県坂田郡にあった村。現在の長浜市の南東端にあたる。

## 地理
- 河川：前川

## 歴史
- 1889年（明治22年）4月1日 - 町村制の施行により、薗原村・名越村・常喜村・鳥羽上村・本庄村・八条村の区域をもって発足。
- 1943年（昭和18年）4月1日 - 長浜町・神照村・六荘村・南郷里村・北郷里村・神田村と合併して長浜市が発足。同日西黒田村廃止。

## 交通

### 鉄道路線
現在は旧村域を東海道新幹線が通過するが、当時は未開業。

### 道路
現在は旧村域に北陸自動車道・神田パーキングエリアの敷地の一部が所在するが、当時は未開通。